# Colonització d'Àfrica
La colonització de l'Àfrica és el procés d'explotació del recursos humans i materials del continent africà per diversos pobles al·lòctons.
Al llarg de la història el continent africà ha estat objecte de diversos processos colonitzadors que es poden dividir en dos períodes: el colonialisme antic, objecte d'aquest article i el de la cursa per l'Àfrica.

## Època antiga
Es tracta de la colonització de la part nord de l'Àfrica, especialment Tunísia, pels fenicis al segle iv aC que van establir la capital a Cartago (al costat de Tunis), ciutat i territori ocupat pels romans a partir de la tercera guerra púnica i successivament pels vàndals, romans d'Orient i àrabs musulmans des del segle vii dC. En aquests casos no es pot parlar de colonialisme en el sentit econòmic i polític de subordinació de la població autòctona sinó que es va tractar de conquestes militars i en part de repoblament.

## Època moderna
Fins a l'arribada del comerç d'esclaus a gran escala del segle xvii l'Àfrica no era un objectiu del comerç europeu ni àrab sinó un lloc de pas cap a l'Índia. Les primeres colònies es van fundar poblant illes fins aleshores deshabitades com Madeira, Sao Tomé o Cap Verd i on es va establir ràpidament el conreu de la canya de sucre com a base econòmica.

### Comerç d'esclaus
Va ser el factor decisiu de l'interès per l'Àfrica per part dels europeus dels musulmans i amb la col·laboració de molts caps de les tribus africanes. El tràfic d'esclaus va començar al segle xv i va ser legal fins a mitjans o finals del segle xix. De 8 a 10 milions de persones esclavitzades van arribar a les colònies europees i un gran nombre van morir durant la captura o el viatge. Les manufactures europees van trobar un mercat en l'Àfrica i l'economia de les zones d'on venien els esclaus va acabar essent destruïda.

### Sud-àfrica
A partir de 1652 els neerlandesos van colonitzar Sud-àfrica, però poblant la zona amb colons dedicats a fer de camperols, cosa que els distingia d'un colonialisme clàssic però que implicava la subordinació de la població autòctona.

### Algèria
França ocupà la ciutat d'Alger el juny del 1830. El 1848 Algèria va ser declarada territori francès, però fins a 1875 no va tenir el domini militar complet del país. També en el cas d'Algèria es va fer un poblament del territori conquerit amb europeus, als quals els algerians donaren l'apel·latiu de pieds noirs, que eren 110.000 el 1847 el 60% no eren francesos (molts d'ells eren alacantins i menorquins). El model colonial francès es basava en l'agricultura especialment la viticultura. Només tenien drets polítics els ciutadans europeus i les revoltes de la població autòctona van ser contínues, però fins a 1962 no van obtenir la independència.